# Wołkowysk
Wołkowysk (biał. Ваўкавыск/Vaŭkavysk Waukawysk; ros. Волковыск, Wołkowysk) – miasto na Białorusi, w obwodzie grodzieńskim, stolica rejonu wołkowyskiego, nad Wołkowyją, w pobliżu jej ujścia do Rosi; 44 tys. mieszkańców (2010); przemysł maszynowy, metalowy, elektrotechniczny, mineralny, drzewny, chemiczny, spożywczy; węzeł kolejowy.
Miasto królewskie położone było w końcu XVIII wieku w starostwie grodowym wołkowyskim w powiecie wołkowyskim województwa nowogródzkiego. Miejsce obrad sejmiku generalnego Wielkiego Księstwa Litewskiego i sejmików ziemskich powiatu wołkowyskiego od XVI wieku do pierwszej połowy XVIII wieku.

## Historia
Gród został założony przez litewskiego księcia Mendoga. Następnie należał do książąt włodzimiersko-wołyńskich. W XIV wieku ponownie włączony do Wielkiego Księstwa Litewskiego.
W czasach Rzeczypospolitej Obojga Narodów w Wołkowysku mieściło się starostwo grodowe i siedziba powiatu w województwie nowogródzkim. Tu odbywały się sejmiki generalne dla całej Litwy. Do znaczniejszych rodzin Wołkowyska należeli m.in. Gołgowscy i Piotrowicze.
- 1386 – 11 stycznia na zamku w Wołkowysku poselstwo polskiej szlachty zawarło z Władysławem Jagiełłą umowę, na mocy której m.in. Jagiełło miał objąć polską koronę i Jadwigę Andegaweńską za żonę.
- 1507 – nadanie praw miejskich przez króla Zygmunta I Starego.
- 1522 – na zamku przebywał król Polski Zygmunt I Stary.
- 1569 – po unii lubelskiej miasto w Rzeczypospolitej Obojga Narodów
- 1655 – zamek zniszczyły wojska szwedzkie Karola X Gustawa
- 1734 – fundacja klasztoru Jezuitów przez Katarzynę Elżbietę z Ogińskich Puzyninę, kasztelanową mścisławską, przy współudziale Józefa Antoniego i Salomei Katarzyny Kaczanowskich, podkomorstwa powiatu wołkowyskiego
- 1755 – konsekracja drewnianego kościoła Jezuitów (akademickiego)
- koniec XVIII wieku – ukończenie budowy murowanego klasztoru Jezuitów
- 1795 – po III rozbiorze Polski pod zaborem rosyjskim
- 25 czerwca 1800 – spalenie się kościoła Jezuitów[4]
- 1812 – spalenie miasta podczas walk wojsk Napoleona z wojskami rosyjskimi
- 1815 – kongres wiedeński – potwierdzenie przynależności do Rosji
- 1827 – spalenie się kościoła farnego pw. Św. Mikołaja
- 1863 – w powstaniu styczniowym wzięła udział kompania wołkowyska pod dowództwem Gustawa Strawińskiego
- 1886 – budowa linii kolejowej do Białegostoku
- 1906 – budowa linii kolejowej do Siedlec
- 1919–1939 – Wołkowysk w II Rzeczypospolitej w województwie białostockim; siedziba powiatu wołkowyskiego oraz wiejskiej gminy Biskupice
- 1919 – pod miastem ma miejsce pierwsze starcie wojsk polskich z bolszewikami w wojnie polsko-bolszewickiej
- 24 lipca 1919 – wyparcie sił polskich zajęcie miasta przez bolszewicką 16 Armię[5].
- 1920 – zdobycie miasta przez polską 3 Dywizję Piechoty Legionów gen. Leona Berbeckiego.
- 1922 – 8 grudnia koszary w mieście zajął 3 Pułk Strzelców Konnych im. Hetmana Polnego Koronnego Stefana Czarnieckiego.
- 1924 – utworzono dowództwo VIII Brygady Kawalerii.

Widoki Wołkowyska z czasów II Rzeczypospolitej:
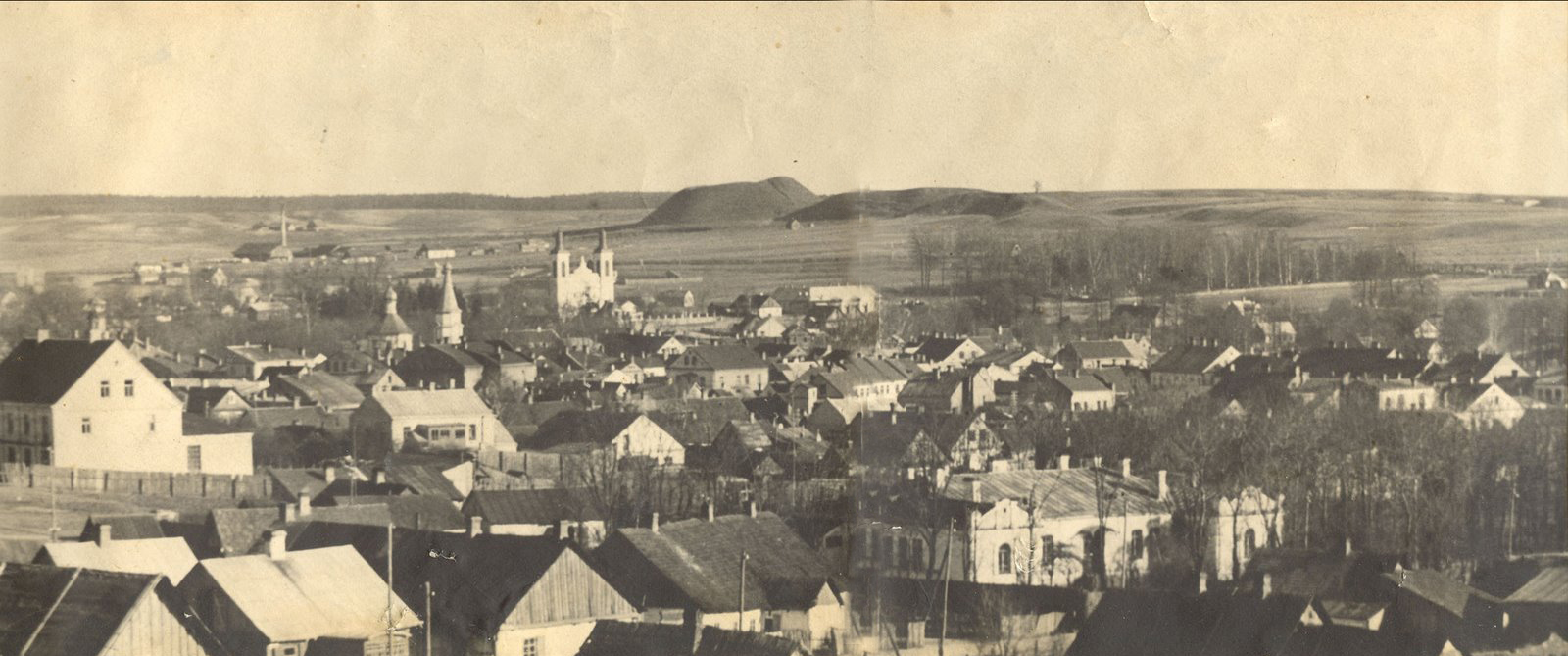
Panorama
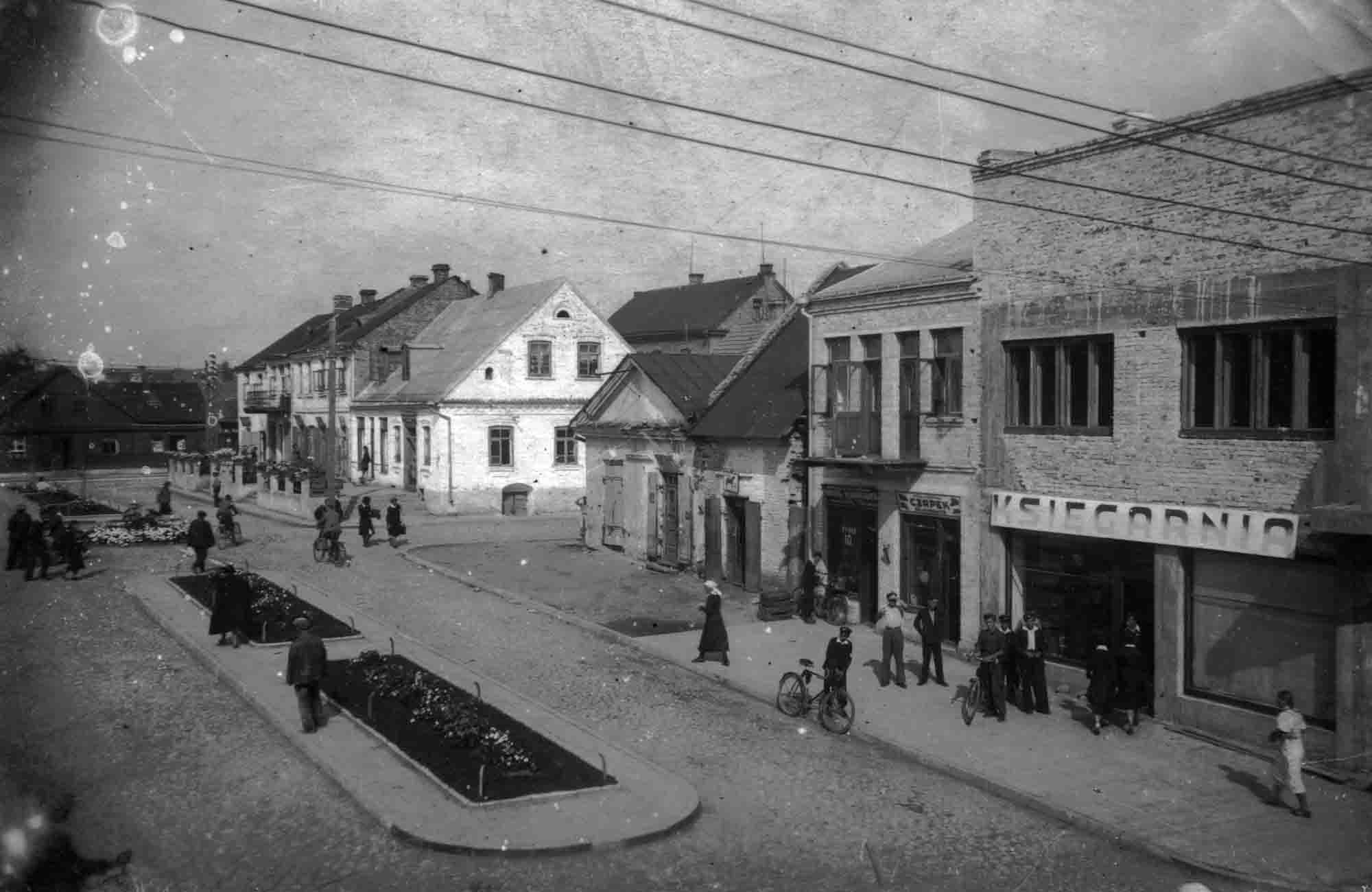
Rynek
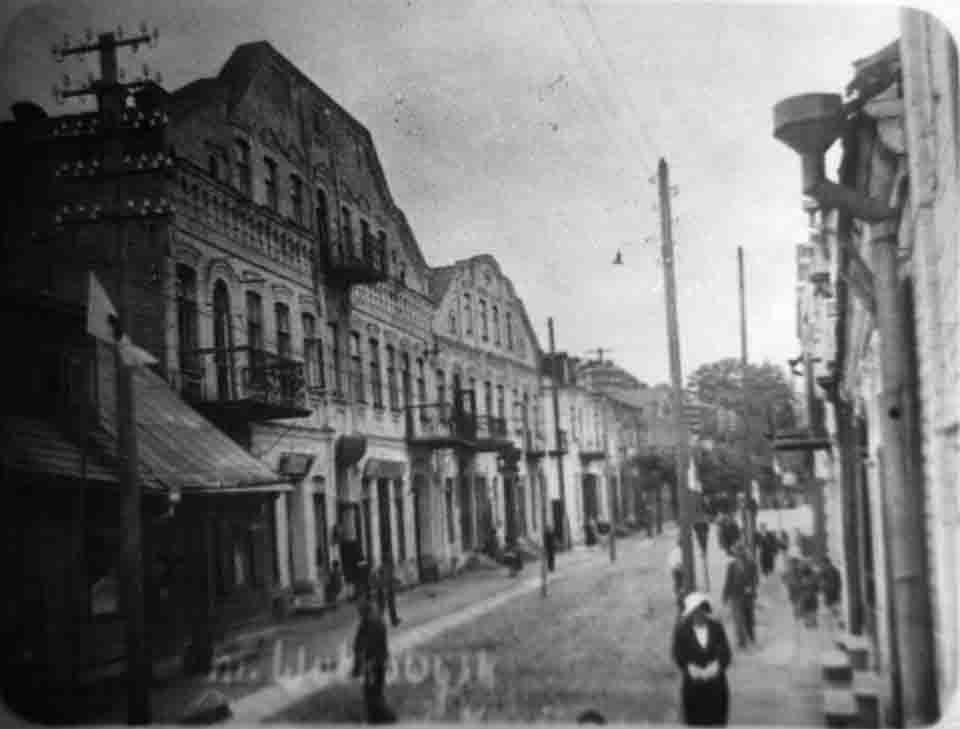
Ulica Kościuszki
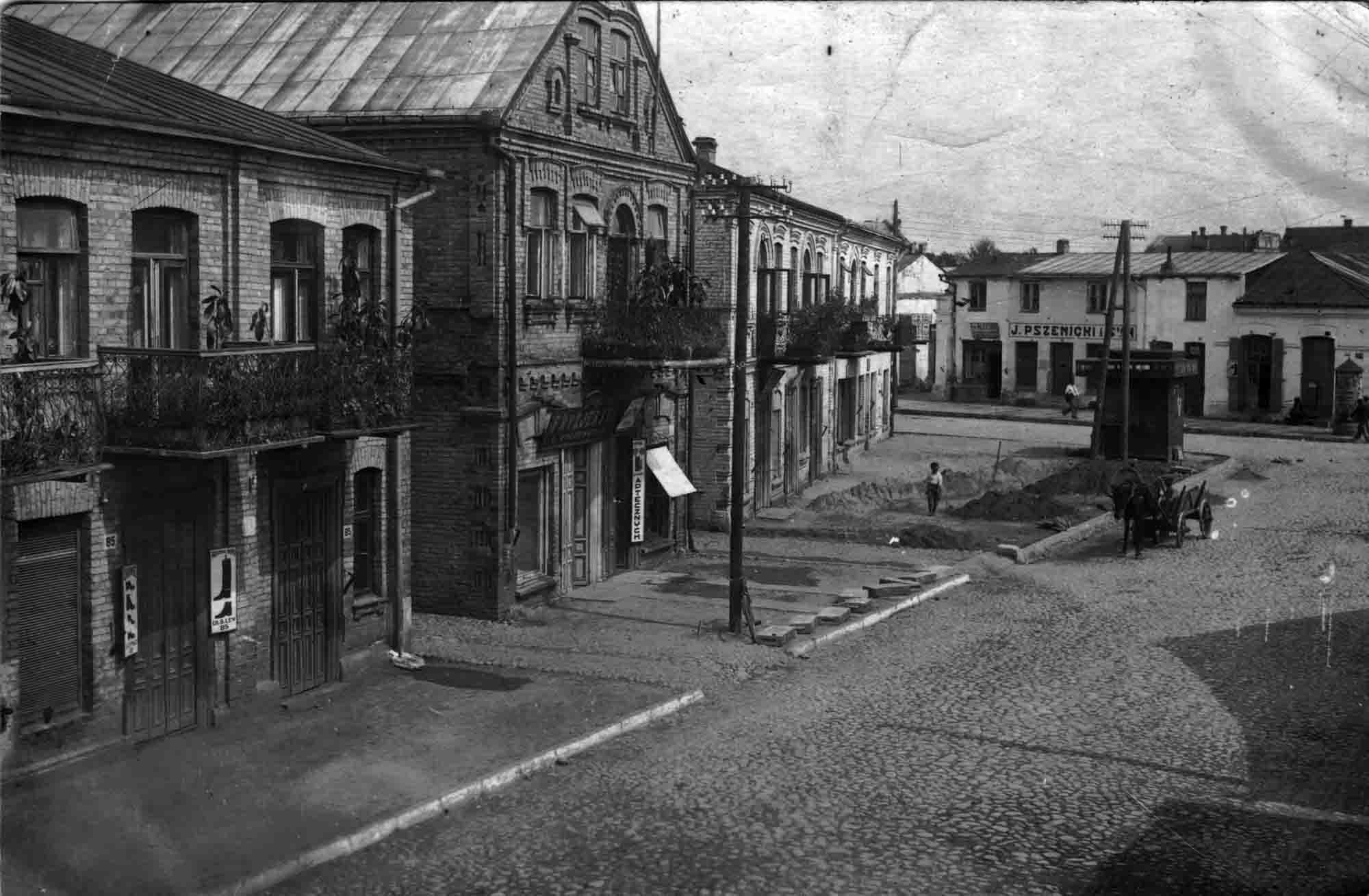
Ulica Szeroka
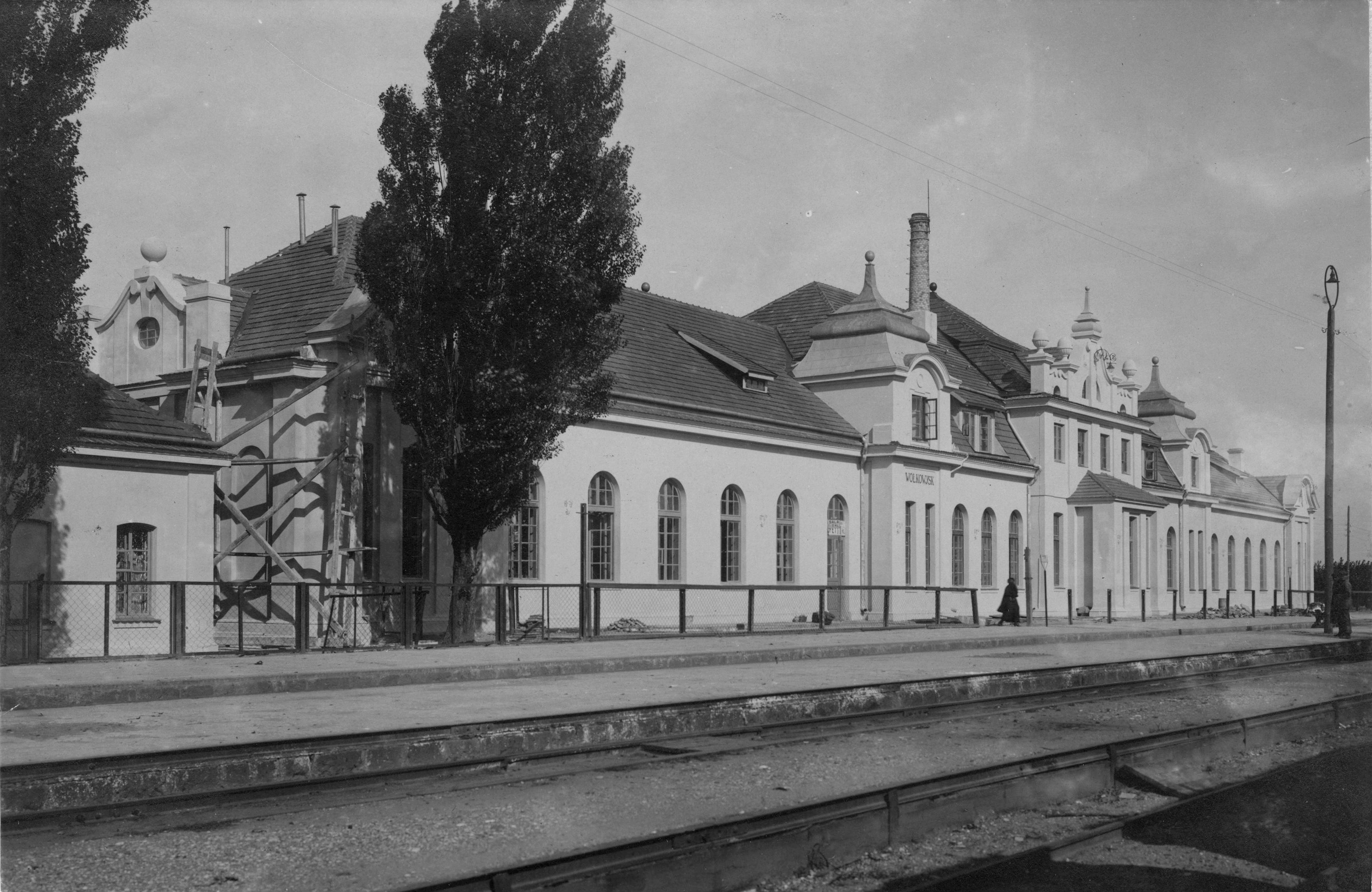
Dworzec kolejowy
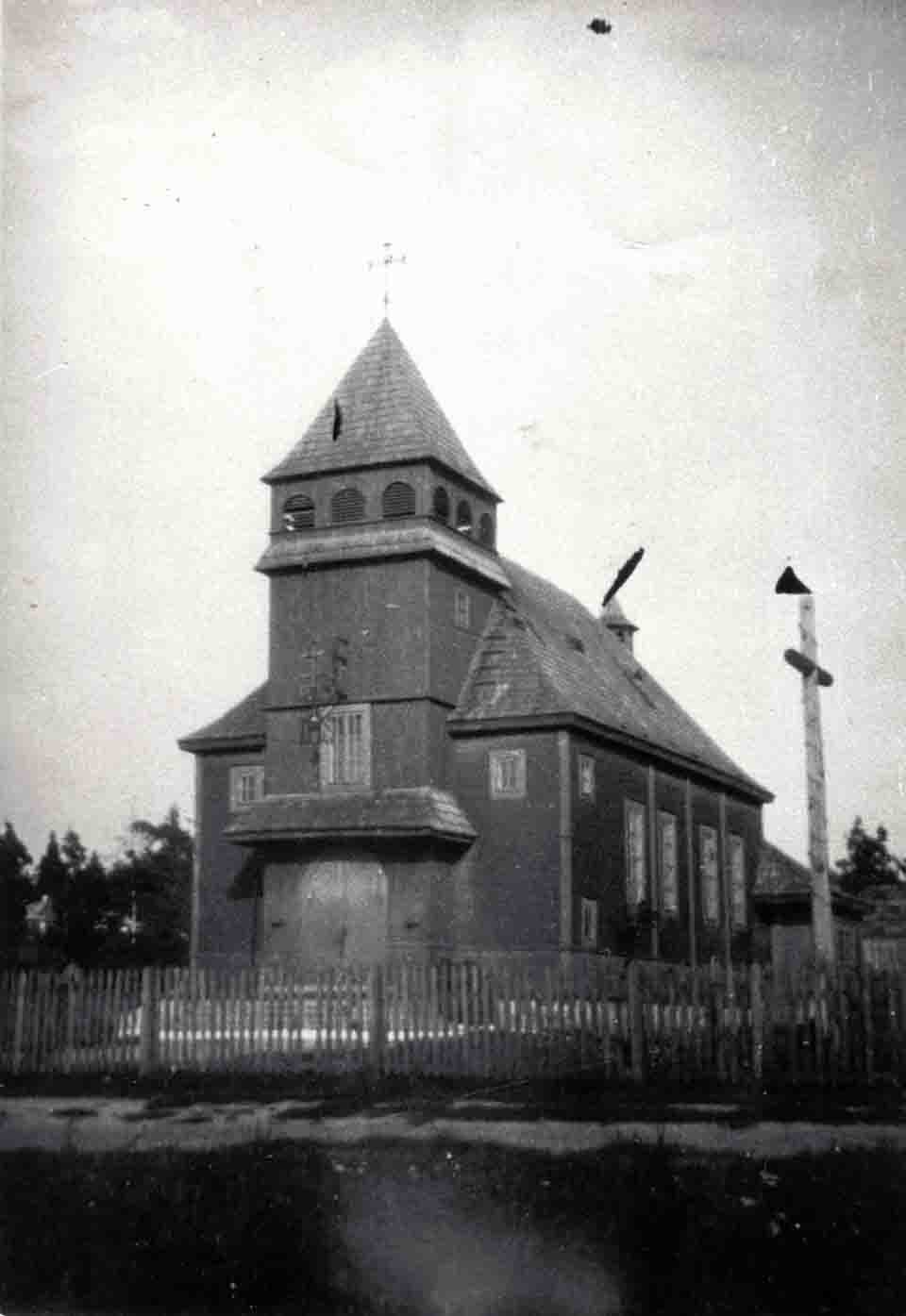
Kościół katolicki pw. św. Stanisława Kostki (zniszczony)
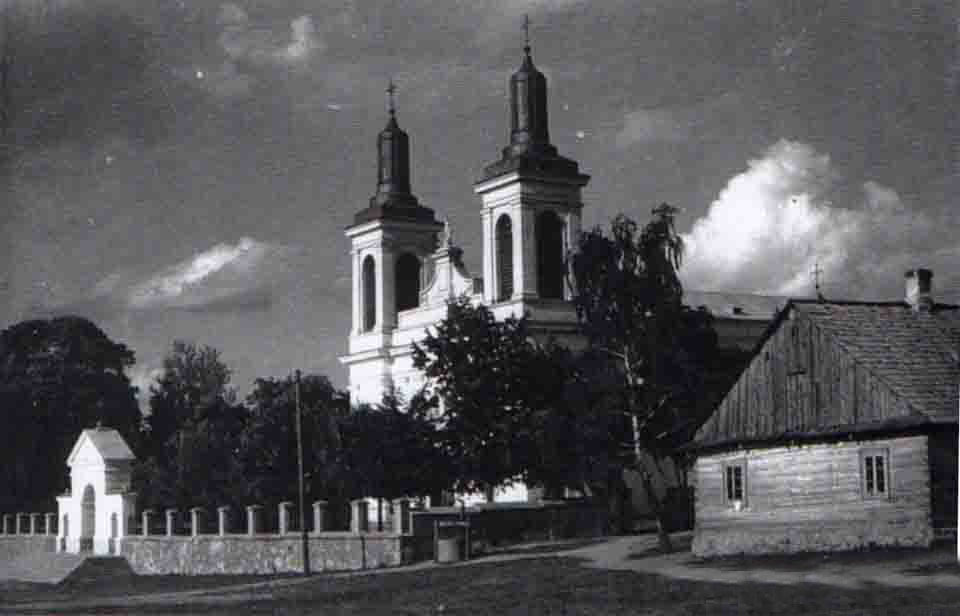
Kościół św. Wacława
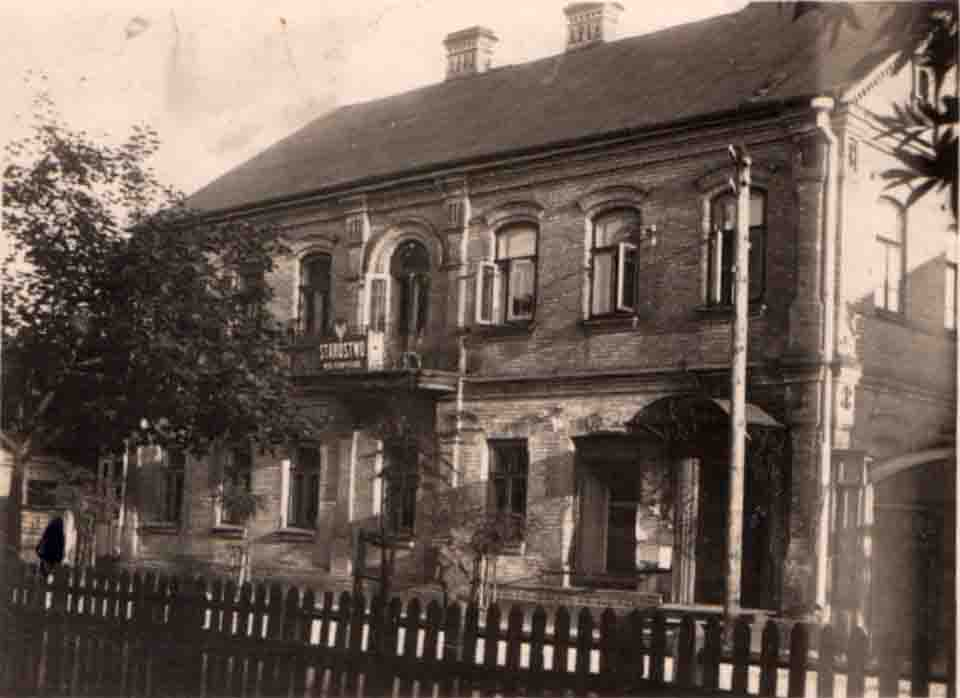
Starostwo
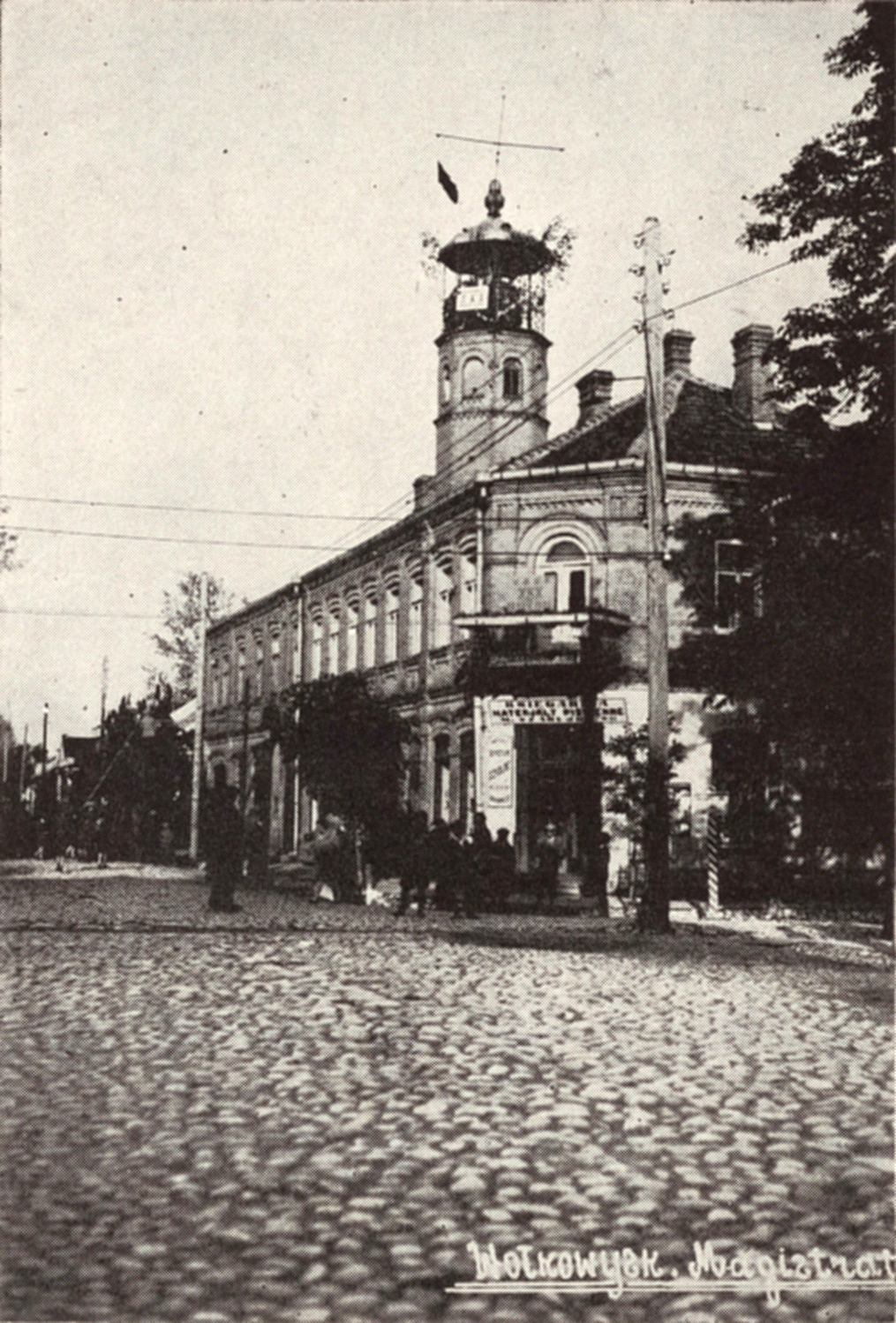
Magistrat
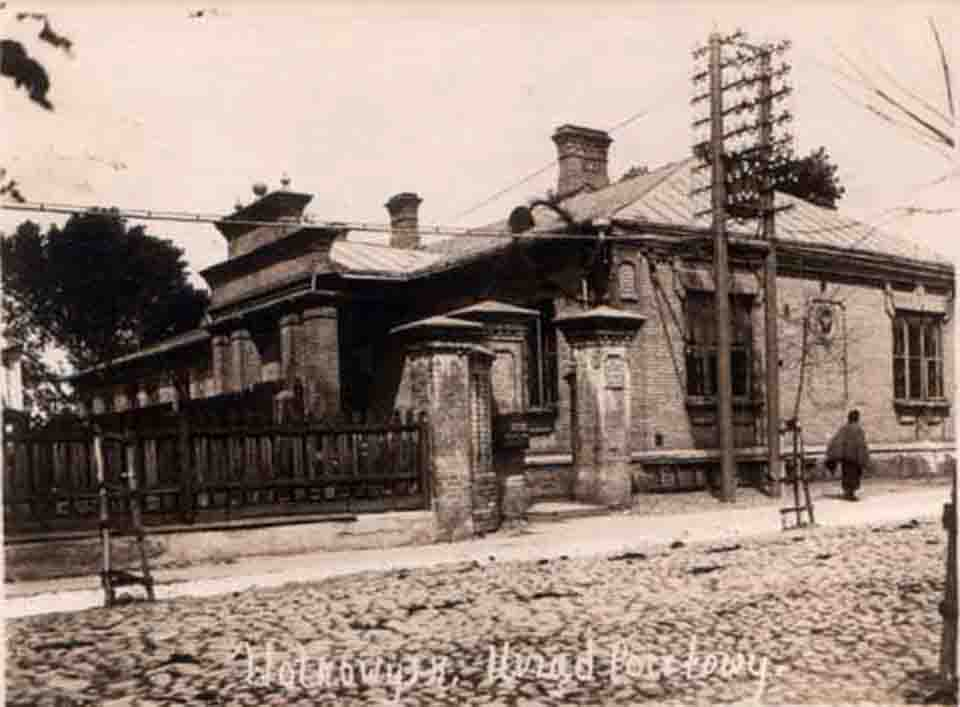
Urząd pocztowy
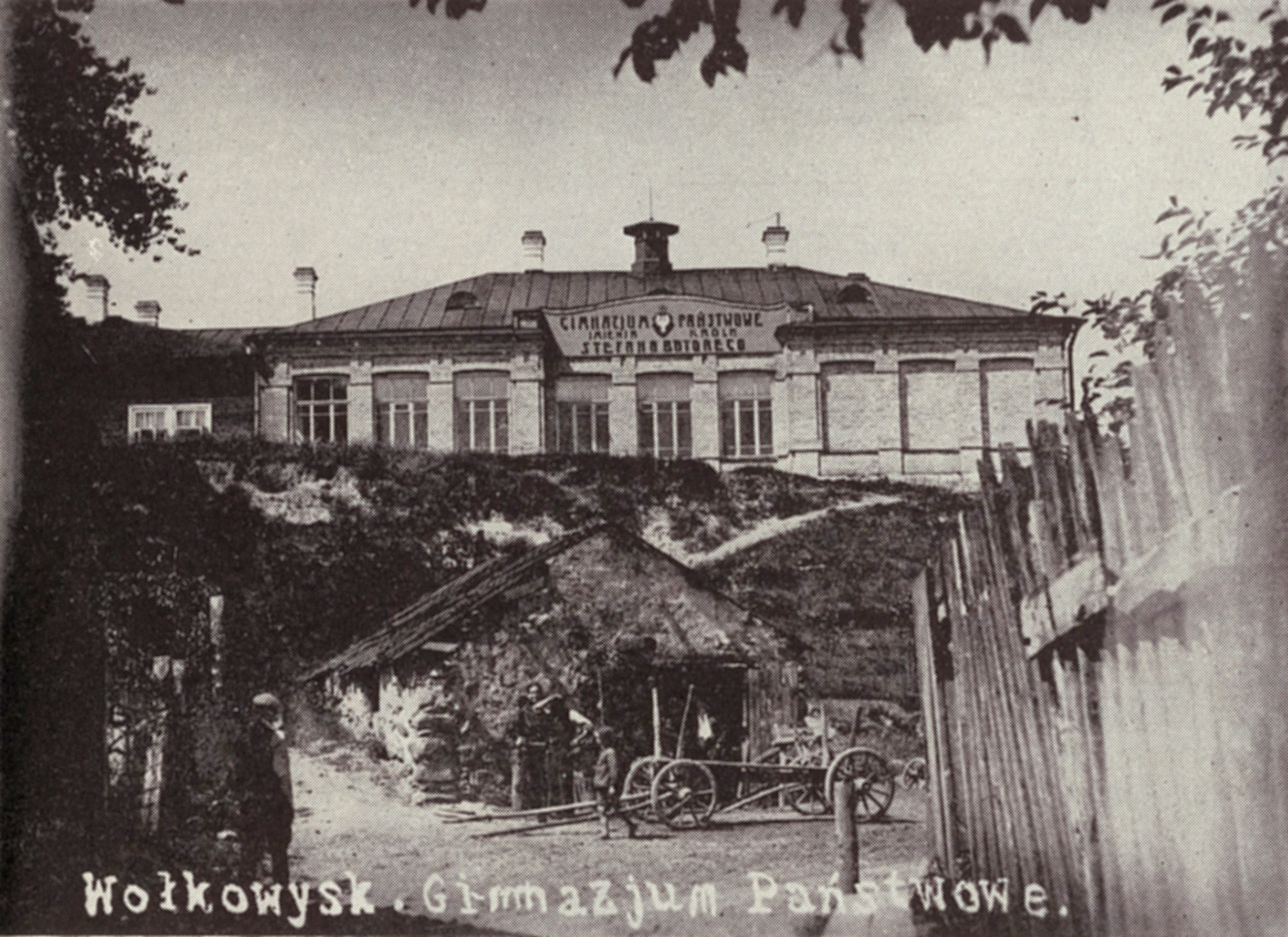
Gimnazjum Państwowe im. Króla Stefana Batorego
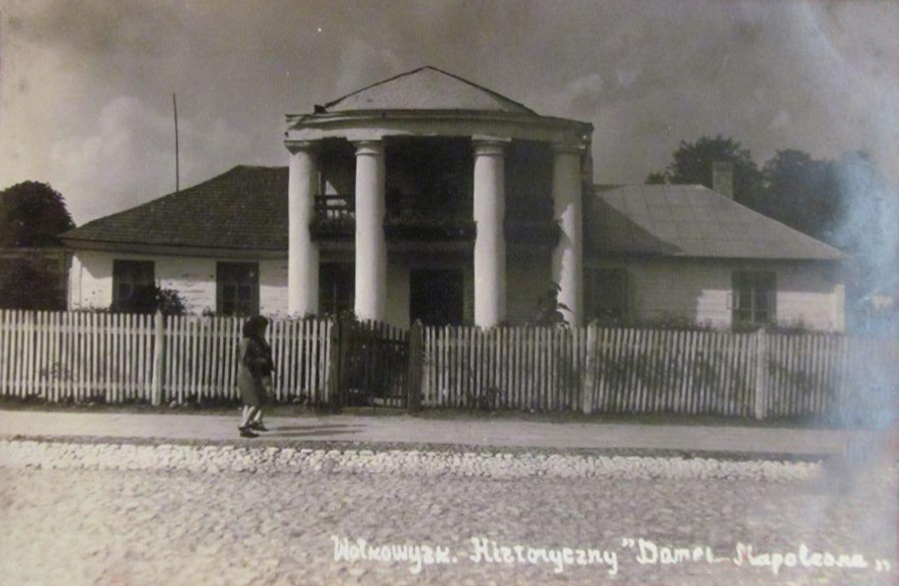
Dom Napoleona

- 1939 – w czasie kampanii wrześniowej sformowana została Rezerwowa Brygada Kawalerii „Wołkowysk”.
- 1939–1941 – okupowany przez ZSRR, miejsce przetrzymywania przez Armię Czerwoną jeńców polskich, wywózki Polaków
- 1941–1944 – okupowany przez Niemcy, zagłada ludności żydowskiej
- 1949 – ostatnie walki Armii Krajowej w okolicach miasta
- 1945–1991 – w Białoruskiej SRR
- od 1991 w Republice Białorusi

## Zabytki
- Góra Zamkowa (Góry Szwedzkie) z miejscem po zamku z XIV w.
- kościół parafialny pw. św. Wacława z 1841 r.
- cerkiew prawosławna pw. św. Mikołaja z 1847 r.
- cmentarz powstańców styczniowych 1863 r. i żołnierzy Wojska Polskiego poległych w latach 1919–1920
- koszary 3 Pułku Strzelców Konnych
- Dworek, przed wojną tzw. Dom Napoleona, po wojnie tzw. Dom Bagrationa – obecnie muzeum historyczno-wojskowe.

Nieistniejące:
- Kościół farny pw. św. Mikołaja – drewniany, położony na obrzeżach miasta, spłonął w październiku 1827 roku[6].
- Kościół i klasztor jezuitów – drewniany kościół i klasztor w 1734 roku ufundowali Katarzyna Elżbieta z Ogińskich Puzynina, kasztelanowa mścisławska oraz podkomorzy wołkowyski Józef Antoni Kaczanowski i jego żona Salomea Katarzyna oraz o. Jerzy Linowski. Staraniem rektora słonimskiego, o. Kazimierza Stankiewicza, w r. 1753 na danym przez miasto placu rozpoczęto budowę nowego kościoła pw. Najświętszego Odkupiciela, poświęconego w r. 1755 i konsekrowanego w r. 1757 przez biskupa wileńskiego Jana Zienkowicza. Kościół usytuowany był w centrum miasta, na wschód od rynku. Został wzniesiony z drewna, na murowanych piwnicach i posiadał dwuwieżową fasadę. Świątynia posiadała trzy krypty: jedną pod wielkim ołtarzem, przeznaczoną na pochówek fundatorów i zakonników, oraz dwie pod ołtarzami bocznymi: rodziny Bułharynów oraz dla studentów kolegium i służby. Po kasacie zakonu jezuitów w r. 1773 szkoła jezuitów została podporządkowana Komisji Edukacji Narodowej, jako podwydziałowa, a kościół funkcjonował pod nazwą akademickiego do 25 czerwca 1800 roku, kiedy spłonął[6]. W 1773 roku obok drewnianego klasztoru na krótko przed kasatą wzniesiono murowany klasztor. Był on parterowy i 7-osiowy[6].
- Synagoga[7] – wybudowana w pierwszej połowie XIX wieku. Umiejscowiona została przy Dziedzińcu Szkolnym następnie zmienionym na ul. Berka Joselewicza. Obecnie ul. Lenina. Bożnicę w 1941 spalili Niemcy[8]. Była także druga synagoga wybudowana w latach 30. XX wieku przy ulicy Zamościańskiej. W latach 60. została rozebrana by uzyskać teren pod budowę kombinatu chlebowego[9].

## Sport
Od czasów II RP w Wołkowysku funkcjonuje klub sportowy Sokół Wołkowysk. Do 1939 roku w mieście funkcjonowały także kluby sportowe WTS Wołkowysk oraz Przyszłość Wołkowysk.

## Ludzie związani z Wołkowyskiem
- Barys Batura – białoruski działacz polityczny i sportowy, samorządowiec, członek i przewodniczący Rady Republiki;
- Ludwik Benoit – polski aktor teatralny i filmowy,
- Rafał Lemkin - prawnik, twórca konwencji o zapobieganiu i karaniu zbrodni ludobójstwa,
- Benjamin Blumenfeld – radziecki szachista,
- Jerzy Bołędź – polski właściciel ziemski i działacz społeczny związany z Grodzieńszczyzną, poseł na Sejm IV kadencji (1935–1938),
- Janusz Brochwicz-Lewiński – polski żołnierz Armii Krajowej w batalionie „Parasol”, generał brygady,
- Aleksandr Diediuszko – rosyjski aktor telewizyjny i filmowy,
- Elijjahu Golomb – twórca żydowskich sił samoobrony w Mandacie Palestyny w latach 1920–1945, architekt Hagany,
- Dawid Janowski – francuski szachista polskiego pochodzenia, uczestnik meczu o mistrzostwo świata z Emanuelem Laskerem,
- Eugeniusz Kabatc – polski prozaik oraz tłumacz literatury[10],
- Włodzimierz Kalinowski – białoruski działacz społeczny, polityk, prawnik i historyk.
- Maciej Kasperowicz – rosyjski inżynier, działacz mniejszości rosyjskiej w Polsce, senator II RP.
- Tadeusz Kruczkowski – polski historyk, działacz mniejszości, polskiej na Białorusi, prezes Związku Polaków na Białorusi w latach 2000–2005,
- Stanisław Plewa – polski geofizyk, profesor Akademii Górniczo-Hutniczej w Krakowie,
- Teresa Torańska – polska dziennikarka i pisarka,
- Zerach Warhaftig – żydowski prawnik i polityk, sygnatariusz Deklaracji Niepodległości Izraela,
- Zofia Wilczyńska – polska aktorka,
- Janina Żejmo – radziecka aktorka

## Współpraca
- Gusiew, Rosja
- Siedlce, Polska
- Șoldănești, Mołdawia